# Episodi de Il nostro amico Charly (sedicesima stagione)
La sedicesima stagione della serie televisiva Il nostro amico Charly è stata trasmessa in anteprima in Germania dalla ZDF tra il 7 gennaio 2012 e il 9 giugno 2012.
| nº | Titolo originale               | Titolo italiano                       | Prima TV Germania | Prima TV Italia |
| -- | ------------------------------ | ------------------------------------- | ----------------- | --------------- |
| 1  | Fremde Federn                  | Il falco ferito                       | 7 gennaio 2012    |                 |
| 2  | Feuer und Wasser               | L'acqua e il fuoco                    | 14 gennaio 2012   |                 |
| 3  | Der Eselflüsterer              | Il ragazzo che sussurrava agli asini  | 21 gennaio 2012   |                 |
| 4  | Lilly, Felix und der Wolf      | Lilly, Felix e il lupo                | 28 gennaio 2012   |                 |
| 5  | Familiäre Gründe               | Motivi familiari                      | 11 febbraio 2012  |                 |
| 6  | Alle unter einem Dach (Teil 1) | Tutti sotto lo stesso tetto (Parte 1) | 18 febbraio 2012  |                 |
| 7  | Alle unter einem Dach (Teil 2) | Tutti sotto lo stesso tetto (Parte 2) | 25 febbraio 2012  |                 |
| 8  | Charly macht klar Schiff       | Charly fa piazza pulita               | 3 marzo 2012      |                 |
| 9  | Mütter und Töchter             | Madri e figlie                        | 10 marzo 2012     |                 |
| 10 | Charly der Fluchthelfer        | Charly e il contrabbandiere           | 18 marzo 2012     |                 |
| 11 | Charly und das traurige Lama   | Charly e il lama                      | 24 marzo 2012     |                 |
| 12 | Charly und das kranke Kälbchen | Arrivi e partenze                     | 31 marzo 2012     |                 |
| 13 | Der schöne Schein              | Il giubbotto                          | 7 aprile 2012     |                 |
| 14 | Kleine Fluchten, große Helden  | Piccole fughe, grandi eroi            | 14 aprile 2012    |                 |
| 15 | Charly und Jazz                | Charly e Jazz                         | 21 aprile 2012    |                 |
| 16 | Verstrickt und verbandelt      | Il buon samaritano                    | 28 aprile 2012    |                 |
| 17 | Bekenntnisse                   | Confessioni                           | 5 maggio 2012     |                 |
| 18 | Reiterhof in Not               | Il mistero della scuderia             | 12 maggio 2012    |                 |
| 19 | Charly und die Waschbären      | Charly e gli orsetti lavatori         | 19 maggio 2012    |                 |
| 20 | Charly und der Hochzeitsplaner | Preparativi di nozze                  | 2 giugno 2012     |                 |
| 21 | Ende gut, alles gut            | Tutto è bene quel che finisce bene    | 9 giugno 2012     |                 |